# Два гробна места са надгробним споменицима у Сремској Каменици
Два гробна места са надгробним споменицима у Сремској Каменици представљају непокретно културно добро као споменик културе.
Гробна места која су обухваћена заштитом су:
- Надгробни споменик на месту где је сахрањен најпопуларнији српски песник из друге половине 19. века Јован Јовановић Змај (1833-1904). Споменик је импозантан и урађен од црног мермера.
- Нагробни споменик на месту где је сахрањен сликар и писац Новак Радонић (1826—1890).